# Ian Gilmartin
Ian Gilmartin is een Britse uitvinder uit Kendal in het Verenigd Koninkrijk.
In 2006 presenteerde hij een mini-waterwiel dat elektriciteit produceert. Het systeem kan elektriciteit genereren vanaf een waterverval van 20 cm (8 inch). Het prototype heeft een productie van 1 tot 2 kWh en staat in de omgeving van Windermere.